# هارون هاردينغ
هارون هاردينغ (بالإنجليزية: Aaron Harding)‏ هو محامي وسياسي أمريكي، ولد في 2 يناير 1805، وتوفي في 24 ديسمبر 1875 في جورجتاون في الولايات المتحدة. حزبياً، نشط في الحزب الديمقراطي. وقد انتخب عضو مجلس النواب الأمريكي.